# Carlotta Grisi
Pour les articles homonymes, voir Grisi.

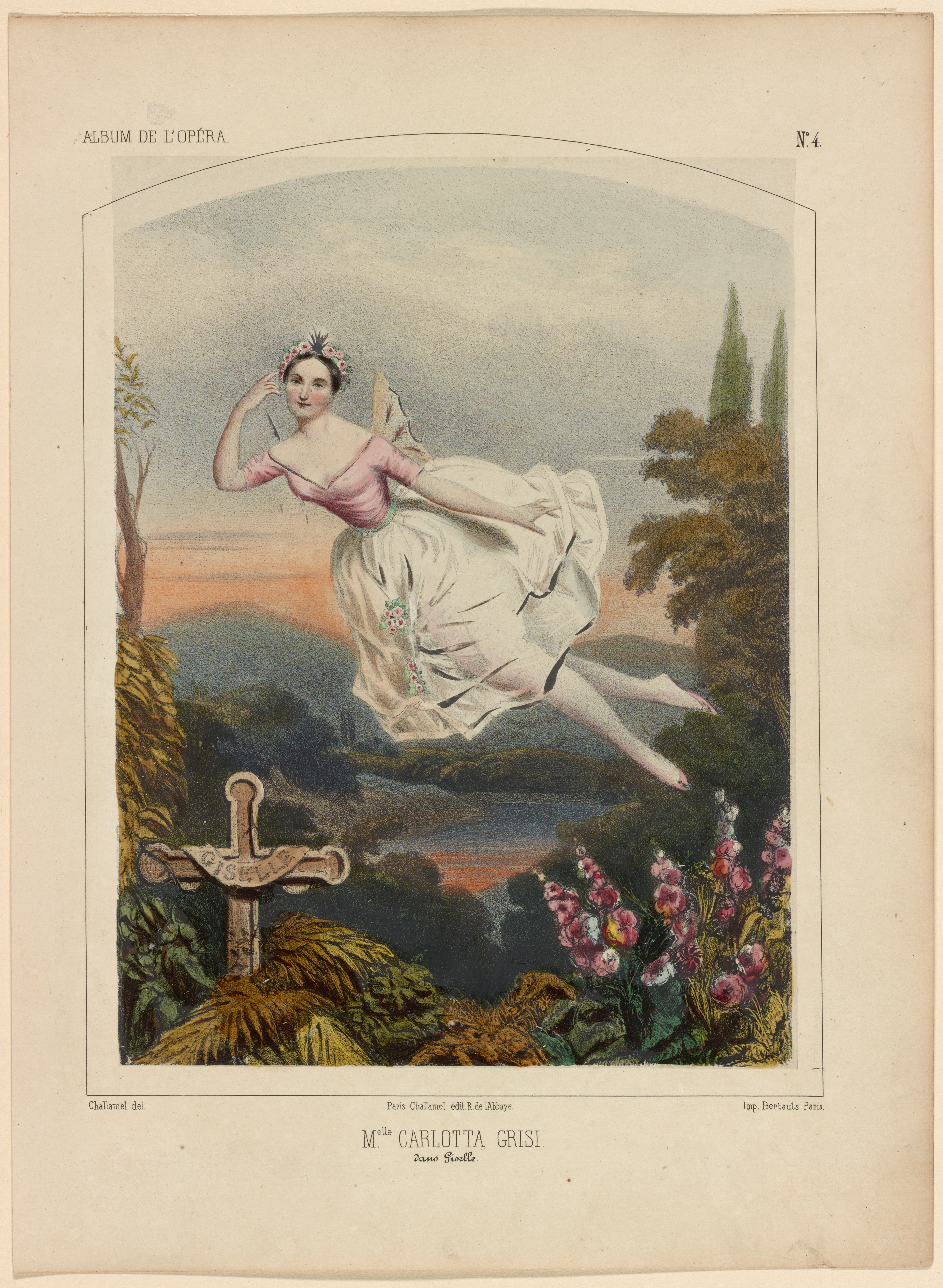
M'elle Carlotta Grisi dans Giselle

Carlotta Grisi est une danseuse italienne, de son vrai nom Caronne Adele Giuseppina Maria Grisi, née à Visinada (Istrie) dans l'actuelle Croatie, le 28 juin 1819 et morte à Saint-Jean (Genève), le 20 mai 1899.
Compagne du maître de ballet Jules Perrot, elle fait partie de la grande famille des ballerines dites « romantiques » avec, entre autres, Marie Taglioni, Fanny Elssler, Fanny Cerrito, Emma Livry. Elle a, en particulier, créé le rôle-titre du ballet Giselle, écrit par Adolphe Adam et Théophile Gautier, en 1841.
Sa sœur, la chanteuse Ernesta, était la compagne de Théophile Gautier, sa tante était la cantatrice Giuseppina Grassini, et les grandes cantatrices Giuditta et Giulia Grisi étaient ses cousines germaines.

## Biographie

### Premiers pas
Caronne Adele Giuseppina Maria Grisi, dite Carlotta Grisi, est la fille de Maria née Boschetti et de Vincenzo Grisi, qui était venu de Crémone en Istrie afin d'y travailler en tant qu'arpenteur public.
Orientée très jeune vers une carrière théâtrale, Carlotta Grisi est l'élève de Guillet et commence la danse à sept ans à l’école de la Scala de Milan. À l’âge de dix ans, elle tient déjà les rôles vedettes dans des ballets d’enfants, notamment celui de la Piété dans Ipermestra et celui d’une paysanne dans Mine di Polonia. Le 19 mai 1832, elle danse Sette redclute de Luigi Astolfiego. Dès 14 ans et guidée par son impresario Lanari, elle commence des tournées dans toute l’Italie.
Lors d’une tournée à Naples en 1833, où elle accompagne sa sœur Ernesta qui y chante, elle rencontre le danseur et chorégraphe Jules Perrot qui la trouve douée pour le chant mais plus encore pour la danse. Perrot convainc alors la jeune fille et sa famille de se consacrer uniquement à cet art. Lui-même abandonne sa relation amoureuse avec la grande Maria Taglioni et devient le maître, le partenaire à la scène comme à la ville de Carlotta Grisi. Bien qu’il n'y ait aucune trace de mariage, elle se fera appeler « Madame Perrot » à partir de 1836 où elle se produit avec lui, jusqu’à leur séparation en 1842.
Perrot démissionne de l'Opéra de Paris en 1838 et ensemble, ils se produisent dans toute l’Europe, à Londres, Vienne, Milan, Munich, Naples. Sur scène, Carlotta chante et danse.

### A l'Opéra de Paris

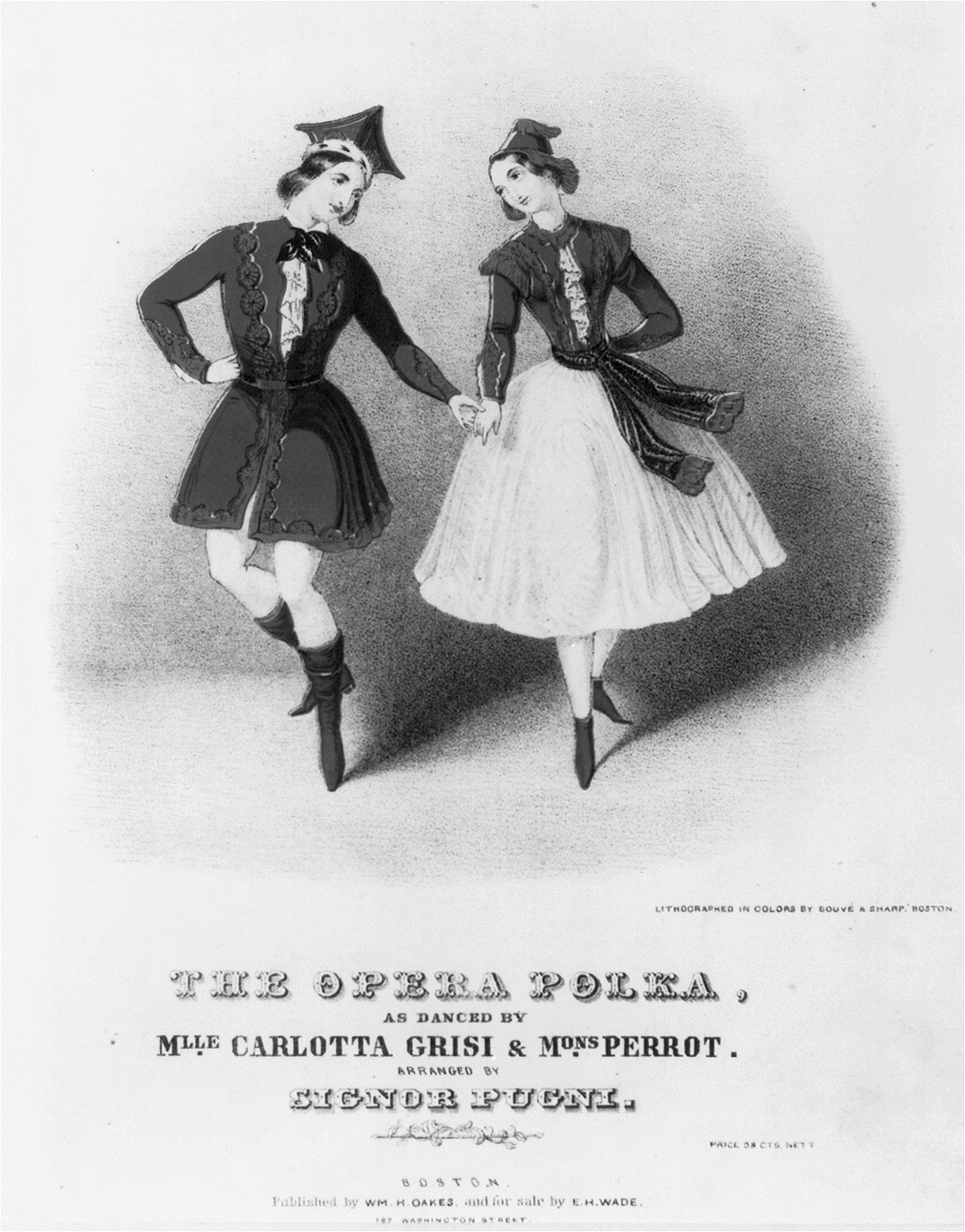
"L'Opera Polka dansé par Mlle Caroltta Grisi & Mons. Perrot", Cesare Pugni (Boston : William H. Oakes, env. 1840)

Perrot veut mener Carlotta jusqu'à l'Opéra de Paris et commence par la faire connaître au public parisien sur la scène du Théâtre de la Renaissance. Théophile Gautier est parmi le public et écrit le 2 mars 1840 : « Elle sait danser, ce qui est rare ; elle a du feu mais pas d’originalité ». Ce n'est qu'en décembre 1840 que Carlotta parvient à intégrer l'Opéra où l’Académie Royale de Musique et de Danse a besoin d'une nouvelle grande ballerine.
En février 1841, Carlotta commence à se produire à l'Opéra de Paris et danse l’intermède de La Favorite de Gaetano Donizetti avec Lucien Petipa. T. Gautier est à présent conquis par sa grâce et la place au rang des grandes ballerines telles Fanny Elssler et Marie Taglioni. Par la suite, ils entretiendront une relation étroite et une correspondance constante.

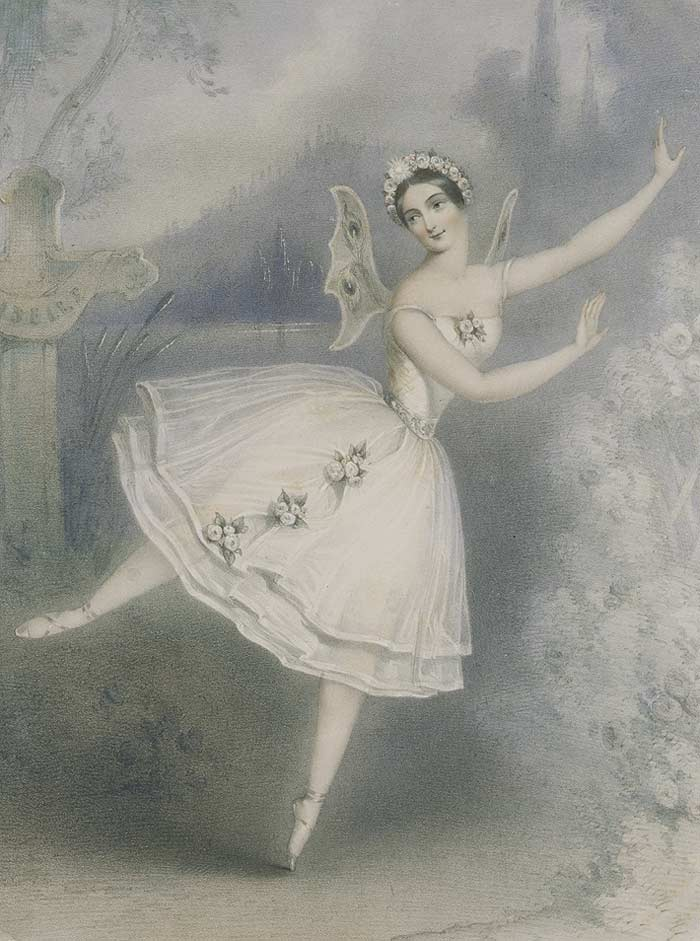
Carlotta dans Giselle, Opéra de Paris, 1841.

Elle fait ensuite sensation le 28 juin 1841, le jour de ses 22 ans, dans le ballet Giselle ou les Wilis, œuvre considérée comme l’apothéose du ballet romantique. Le livret est écrit par Théophile Gautier, la chorégraphie réglée par Jules Perrot et le maître de ballet de l’Opéra Jean Coralli Perecini ; la partition quant à elle, est l’œuvre d'Adolphe Adam. Adèle Dumilâtre tient le rôle de Myrtha, la reine des Willis. C’est avec Lucien Petipa dans le rôle d’Albrecht que Grisi transcende ce rôle de Giselle .
Avec son succès dans Giselle, le salaire à Paris de Carlotta Grisi passe de 5 000 à 12 000 francs en 1842 puis à 20 000 francs en 1844, outre des frais de performance supplémentaires qui viennent l'arrondir ; ses prétentions pécuniaires agaceront l'Opéra qui la traînera en justice.
Entre deux contrats à Londres ou à Milan, elle se produira encore à l'Opéra dans divers ballets jusqu'en 1849.

### Avec Théophile Gautier
Théophile Gautier avait pu admirer Carlotta Grisi dans de précédentes créations et il usa alors de son propre talent de plume pour louer sa grâce et sa technique dans de nombreux articles critiques : « Elle rase le sol sans le toucher. On dirait une feuille de rose que la brise promène ». Il tombe amoureux, elle devient sa muse et il lui vouera toute sa vie une admiration et une fidélité sentimentale sans faille. Tout le séduit chez elle ; outre son talent, il vante ses autres qualités : « son teint est d'une fraîcheur si pure, qu'elle n'a jamais mis d'autre fard que son émotion ».
Après Giselle écrit pour elle en 1841, il conclut :

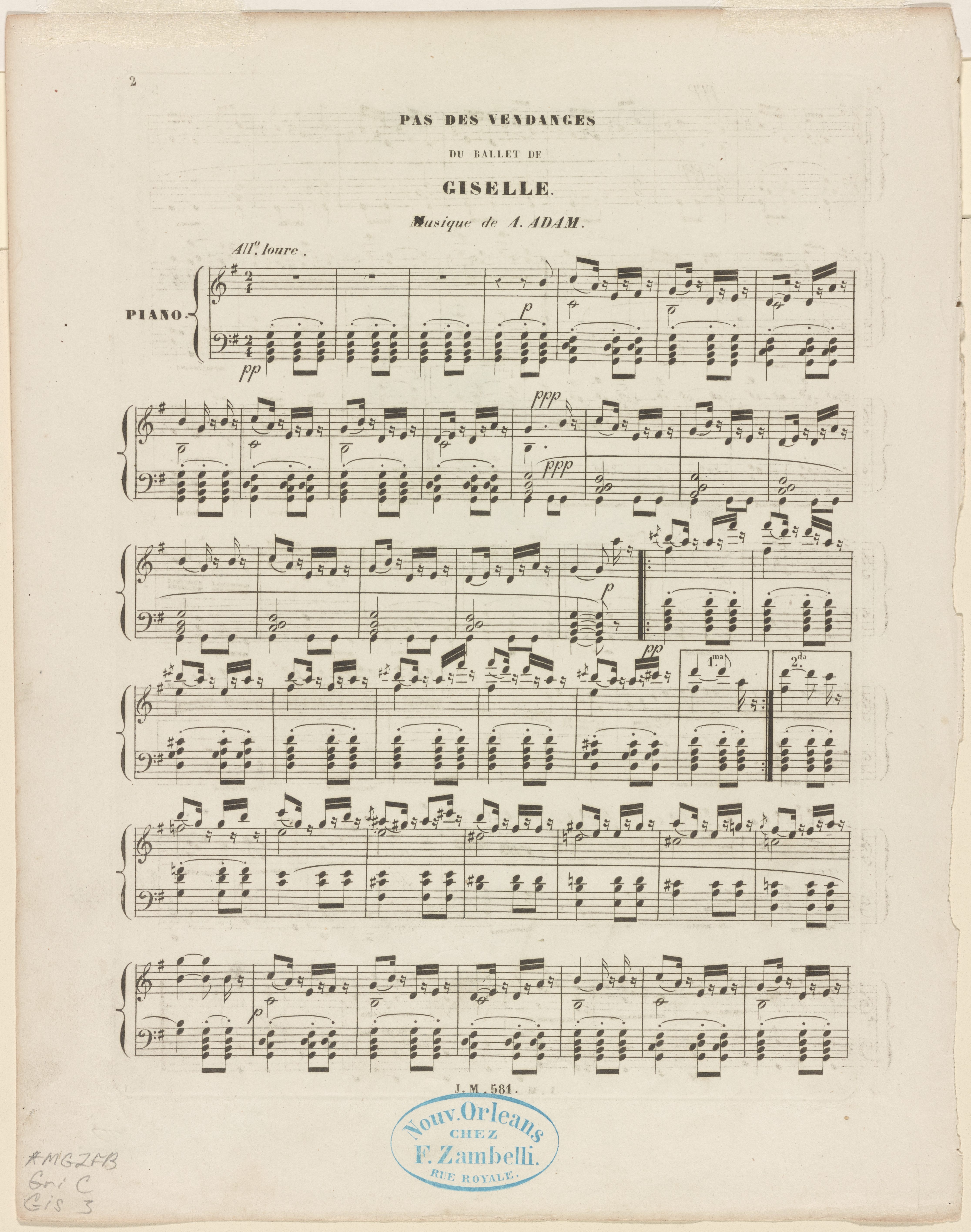
« Pas des vendanges » d'A. Adam dans Giselle, dansé par Carlotta et L. Petipa.

« Ce rôle est désormais impossible à toute autre danseuse et le nom de Carlotta est devenu inséparable de celui de Giselle ». 
Il écrit encore pour elle d’autres livrets de ballets dont La Péri en 1843, sur une musique de Friedrich Burgmüller, qui malgré le talent de Carlotta, n'obtiendra pas le succès escompté, peut-être du fait de la controverse sur "l'apologie des mœurs orientales" dans la vague orientaliste de l'époque. Une vive amitié s’installe alors entre Gautier et Carlotta, qui est fort probablement allée un peu plus loin lors d'une tournée à Londres pour la première de Giselle en 1842 et malgré la présence de l'amant Perrot qui d'ailleurs, restera en Angleterre quand Gautier et Carlotta rentreront ensemble en France. De plus, bien qu'il ait conçu les chorégraphies tous les solos de Carlotta dans ce ballet, Perrot ne fut crédité pour aucune ; tout le crédit alla au chorégraphe Corelli, certainement à cause des intrigues liées à la séparation du couple. Carlotta finira par quitter l'appartement de Perrot pour retrouver la demeure maternelle et sa sœur Ernesta à Paris.Dans son poème « À une jeune italienne » de mars 1843, c'est à Carlotta que Gautier pense :
« Février grelottait blanc de neige et de givre [...]
Tes yeux bleus sont encor les seules violettes,

Et le printemps ne rit que sur ta joue en fleur ! »

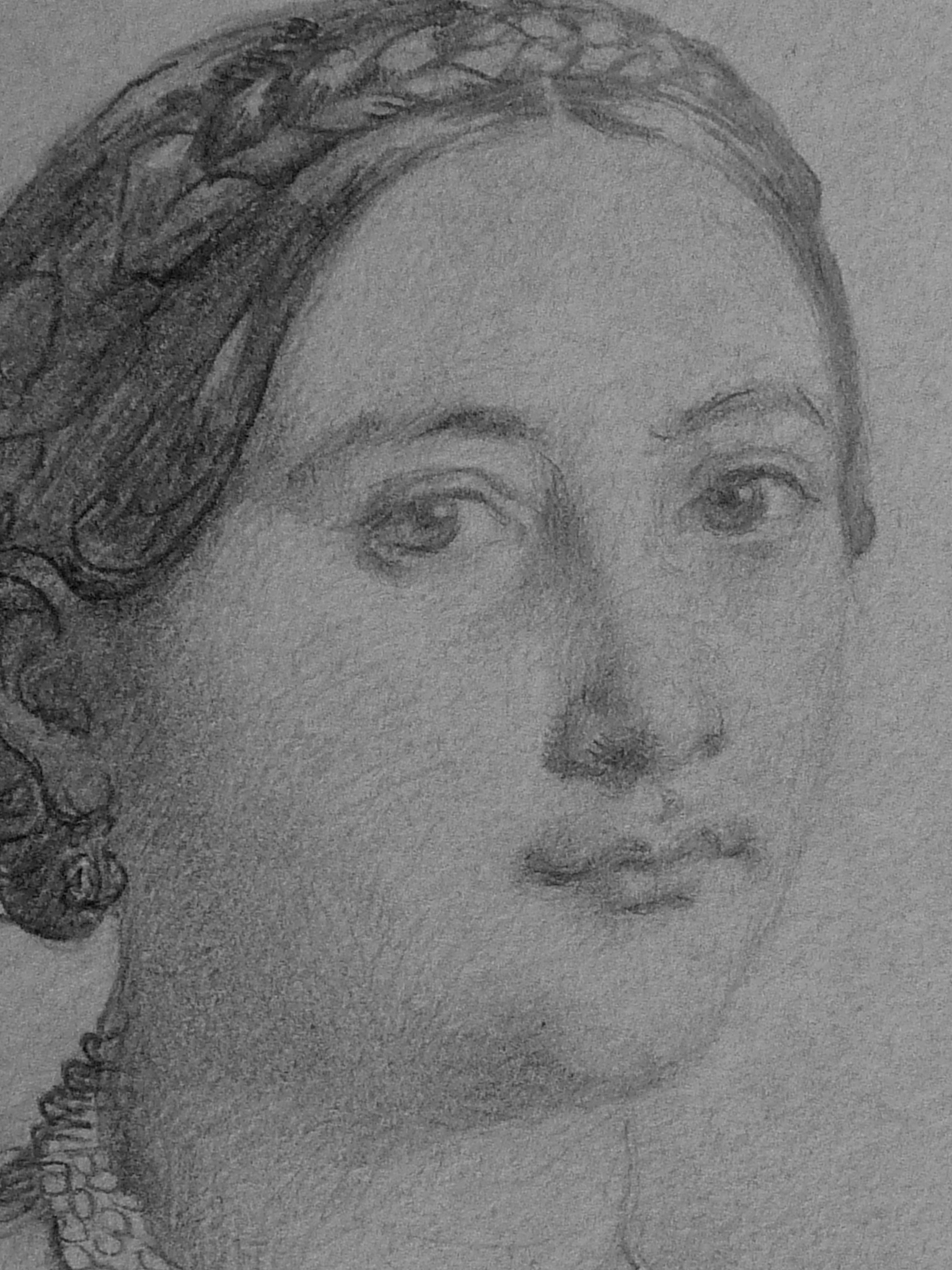
Carlotta par T. Chasseriau, dessin, 1841.

Sur scène, elle subjugue le public parisien par ses prouesses techniques, la qualité de son travail sur pointes, la précision de sa batterie. Elle semble se jouer des difficultés techniques pour mieux servir les rôles avec une interprétation sensible. Gautier s’extasiait sur ses pieds qui « feraient le désespoir d’une « maja » andalouse. »
Dans le 
Diable à quatre, elle fit découvrir ses talents de comédienne comique. Et encore une fois, elle faisait part de toute l’étendue de sa technique et des critiques de l’époque écriront : « On dirait que son soulier de satin se termine par une lame d’acier », « Elle reste suspendue sur la pointe du pied, immobile comme une statue de marbre ». D'autres laudateurs vantent sa légèreté de sa grâce : elle semble voler. Plus prosaïquement, le critique Edwin Denby remarque que Carlotta Grisi utilise des fils dans le deuxième acte de Giselle pour « amplifier » ses sauts - technique qui a pu être réutilisée dans La Péri.

Gautier fréquente assidûment et discrètement le foyer de l'Opéra mais peu après, les journaux évoquent un projet de mariage entre Carlotta et son partenaire en succès à la scène, Lucien Petipa. A cette époque, Gautier semble alors avoir reporté son sentiment contrarié sur la cantatrice Ernesta Grisi (avec laquelle il aura deux filles), sœur cadette de Carlotta. Il se met en ménage avec Ernersta en 1844, afin de toujours figurer dans l'entourage familial de la danseuse. Même s'ils furent amants un temps, sa passion pour elle recevra peu d'encouragements ; alors déjà à un âge avancé, quand Carlotta lui dit qu'elle l'« aime bien », il lui répond :    

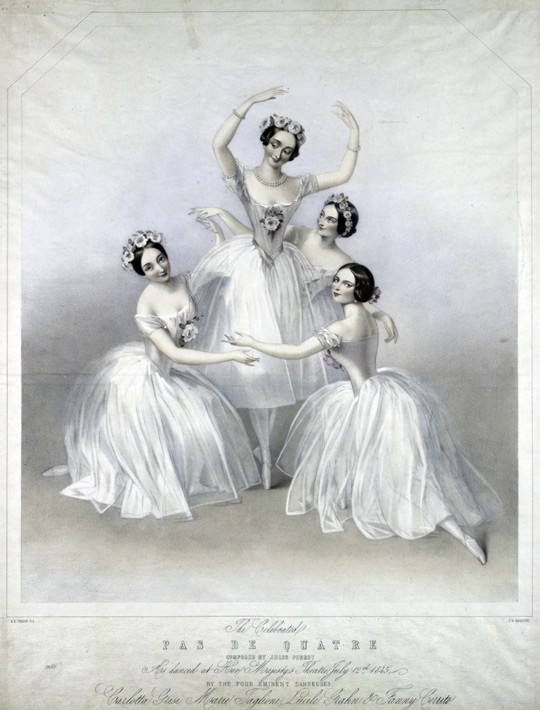
"Pas de Quatre", 1845.

« Que faut-il faire pour gagner tout à fait votre cœur. Quelle parole dire, quel philtre employer ? Il y a si longtemps que je vous aime ! N’attendez pas que je sois mort pour avoir pitié de moi... laissez-moi me figurer que je vous tiens entre mes bras contre mon cœur que j’aspire votre âme sur vos lèvres et que vous ne refusez pas la mienne ».
Ce sentiment passionné de Gautier à l'égard de sa « chère âme » ne sera jamais démenti tout au long de sa vie et ce, jusqu'à sa mort, à travers des lettres qu'il signe souvent « votre esclave dévoué » :
« quoique je ne puisse pas vous exprimer mes sentiments vous sentez que je vous aime, que je n’ai pas d’autre pensée que la vôtre, que vous êtes ma vie, mon âme, mon éternel désir, mon adoration que rien ne lasse et ne rebute et que vous tenez entre vos mains mon malheur et mon bonheur ».

### Tournées internationales

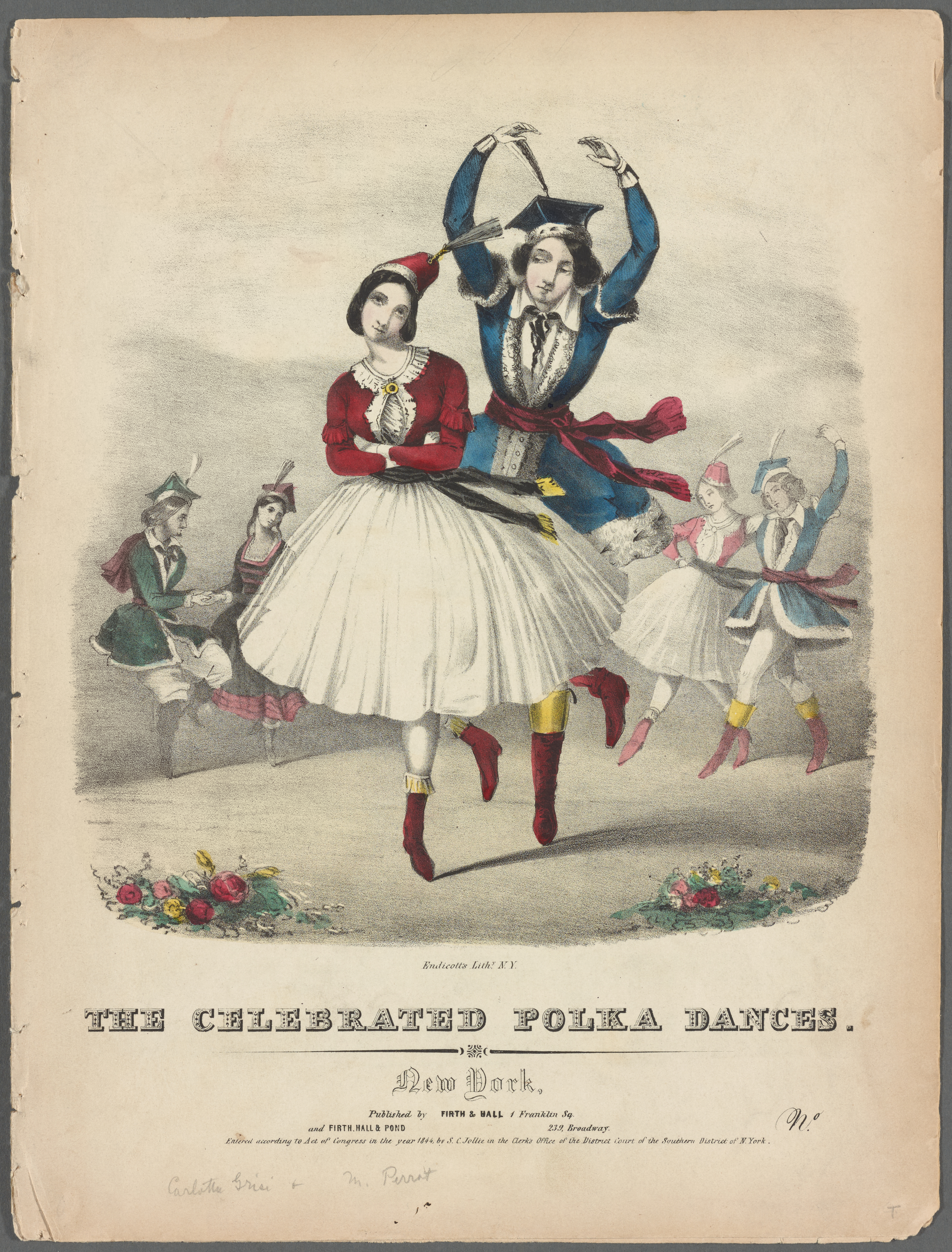
Les polkas de Perrot et Grisi, New-York, 1844.

En 1841, un an avant la première prestation de Carlotta Grisi à Londres, une version fantastique et mélodramatique de Giselle avait été présentée sur une scène londonienne sous le titre : Giselle or the Phantom Night Dancers. En 1843, Carlotta est à Milan pour danser La Peri. A la fin de la même année, elle retourne à Londres pour reprendre cette pièce et en 1844, la liaison reprend entre Perrot qui l'y a rejointe et Carlotta, laquelle donne ensuite naissance à une fille, Marie-Julie Perrot. La ballerine interrompt la danse durant quelques mois.
Carlotta se produit très régulièrement à Londres entre 1842 et 1851 durant ses vacances de l’Opéra. Elle y est très appréciée par la société londonienne d'alors. Elle y danse notamment le ballet Esmeralda de Perrot en 1844.
Dans les années 1840, la « polka mania » (d'origine tchèque et non pas polonaise) se saisit de la France et de l'Angleterre, jusqu'aux Amériques. Au bal, tout le monde veut danser la polka. Carlotta Grisi et Jules Perrot présentent leur version intitulée sobrement « La Polka » au Théâtre de Sa Majesté la reine Victoria, le 11 Avril 1845. Les critiques de Londres trouvent que leur interprétation n'est pas vraiment « la chose », alors que celle d'autres danseurs est acceptable. Ce débat se poursuit encore aujourd'hui chez certains Européens sur la polka la plus authentique avec des recherches en paternité.
Carlotta Grisi fait partie des danseuses les plus prestigieuses de l’époque avec M. Taglioni, F. Cerrito et L. Grahn. Ensemble, elles créent le Pas de quatre[Lequel ?], le 12 juillet 1845 au Her Majesty’s Theater à Londres. Jules Perrot avait alors réussi à réunir sur scène les prima ballerina assoluta de l'époque, à l’exception de Fanny Elssler, ennemie jurée de la Taglioni.
En 1845, Carlotta retrouve l'Italie qu'elle avait quitté une dizaine d'années auparavant mais sa tournée à Rome semble mal se passer. La même année, elle perd le procès intenté par l'Opéra de Paris au sujet de ses cachets trop élevés. Carlotta quitte l'Italie et retourne se produire à Londres où elle reçoit la visite de Théophile Gautier accompagné d'Ernesta en 1845 et 1846.
Son contrat s'achève à l'Opéra. Elle danse une dernière fois à Paris dans La Filleule des Fées monté par Perrot, en octobre 1849.

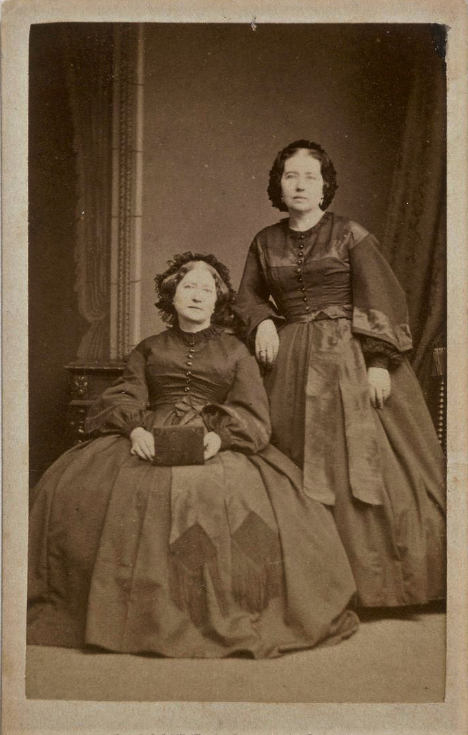
Carlotta Grisi et sa sœur Ernesta (1816-1895), v. 1860.

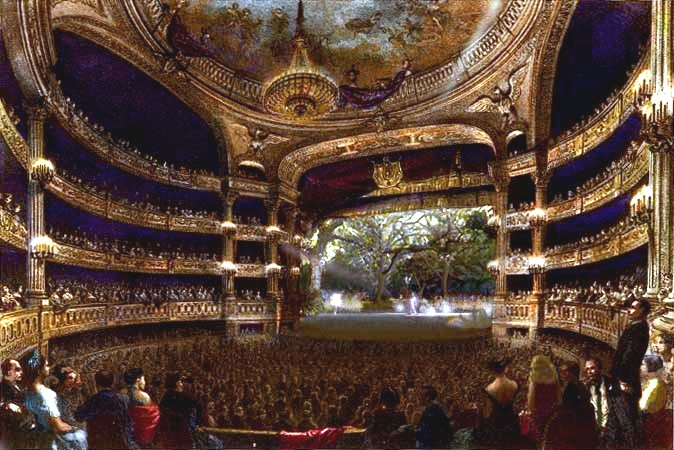
Ancien Opéra Le Peletier du temps de Carlotta Grisi, peinture A. Lauré, 1864.

Le 12 mars 1850, elle monte sur scène une dernière fois à Londres dans Les Métamorphoses du maître de ballet Paul Taglioni (le frère de Marie Taglioni), pour ensuite rejoindre Jules Perrot qui l'attire en Russie où il a été nommé maître de ballet, et où elle se produira durant trois saisons. Elle y interprète à nouveau Giselle à l'imperial Bolshoi Kamenny Théâtre, bien que la première représentation du ballet en Russie ait été donnée par Fanny Essler qui elle, en avait obtenu grand succès. Mais au fur et à mesure de ses représentations, le talent de Carlotta gagne le coeur des Russes. Entre 1850 et 1853, elle danse en tant que Prima Ballerina aux Théâtres Impériaux de Saint-Petersbourg et travaille avec Jules Perrot mais aussi Joseph Mazillier qui met en scène pour elle La Jolie Fille de Gand, un ballet en trois actes de François Décombe-Albert (dit Albert) et du librettiste Saint-Georges, sur une musique d'Adolphe Adam.
Soutenue par Gautier de retour de Constantinople, elle tente en vain de réintégrer l'Opéra en 1853.
La même année, elle se produit sur scène à Varsovie avec les grands danseurs polonais Aleksander et Antoni Tarnowscy pour y rencontrer le succès.
Enceinte de sa relation avec le prince Léon Jérôme Radziwill (pl), elle quitte la scène et Paris, en 1854, à 35 ans et au sommet de sa carrière.

### Retraite à Genève

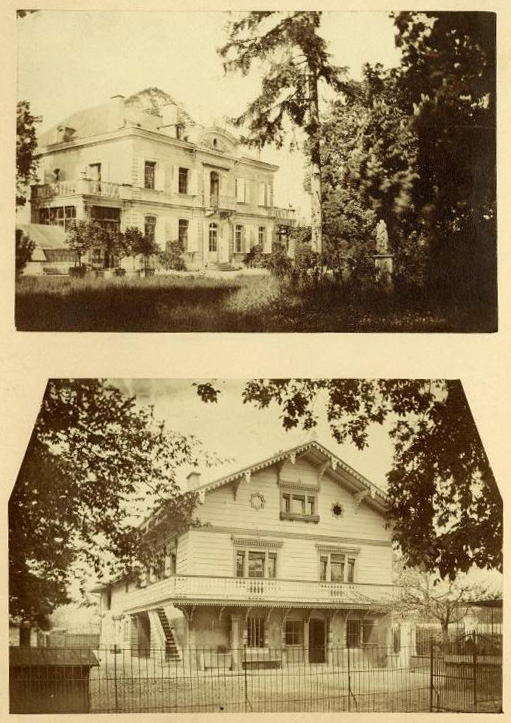
Villa Grisi, Genève, vers 1882.

Elle arrive à Genève où, le 25 mai 1855 sous l'identité de «Thérèse Saint-Hilaire, rentière âgée de trente-six ans [sic], domiciliée à Paris en visite à Genève», elle donne le jour à son second enfant, Léontine Marie Saint-Hilaire, un temps surnommée Ernestine, et qui épousera le peintre Auguste-Émile Pinchart.
Elle vit dès 1856 et durant 43 ans, une retraite riche et cultivée dans l'ancienne Villa Constant, aujourd'hui disparue, à Saint-Jean dans la banlieue de Genève.
Durant cinq ans, elle y élève sa fille Léontine que Théophile Gautier couvre d'attentions et de présents et ensuite sa petite-fille Rose Perrot (fille de Marie-Julie Perrot).

En 1861, la famille de Gautier séjourne chez leurs sœur et tante Carlotta Grisi pendant que Gautier voyage en Russie. A son retour, leur amitié se ravive et s'entretient par le biais d'une relation épistolaire nourrie et d'un long séjour annuel donnant lieu à des rassemblements d'admirateurs de Gautier dans la villa de Saint-Jean où Gautier se plaint de n'avoir pas assez de temps en tête-à-tête avec elle. Il lui rappelle les images du passé où elle triomphait sur scène « Fraîche comme une fleur, légère comme un papillon, gaie comme la jeunesse, lumineuse comme la gloire... ». Il lui écrira jusqu'à ses derniers jours en 1872,, elle âgée de 53 ans et lui de 61 ans, toujours avec passion et admiration, quémandant encore un regard, un baiser. 

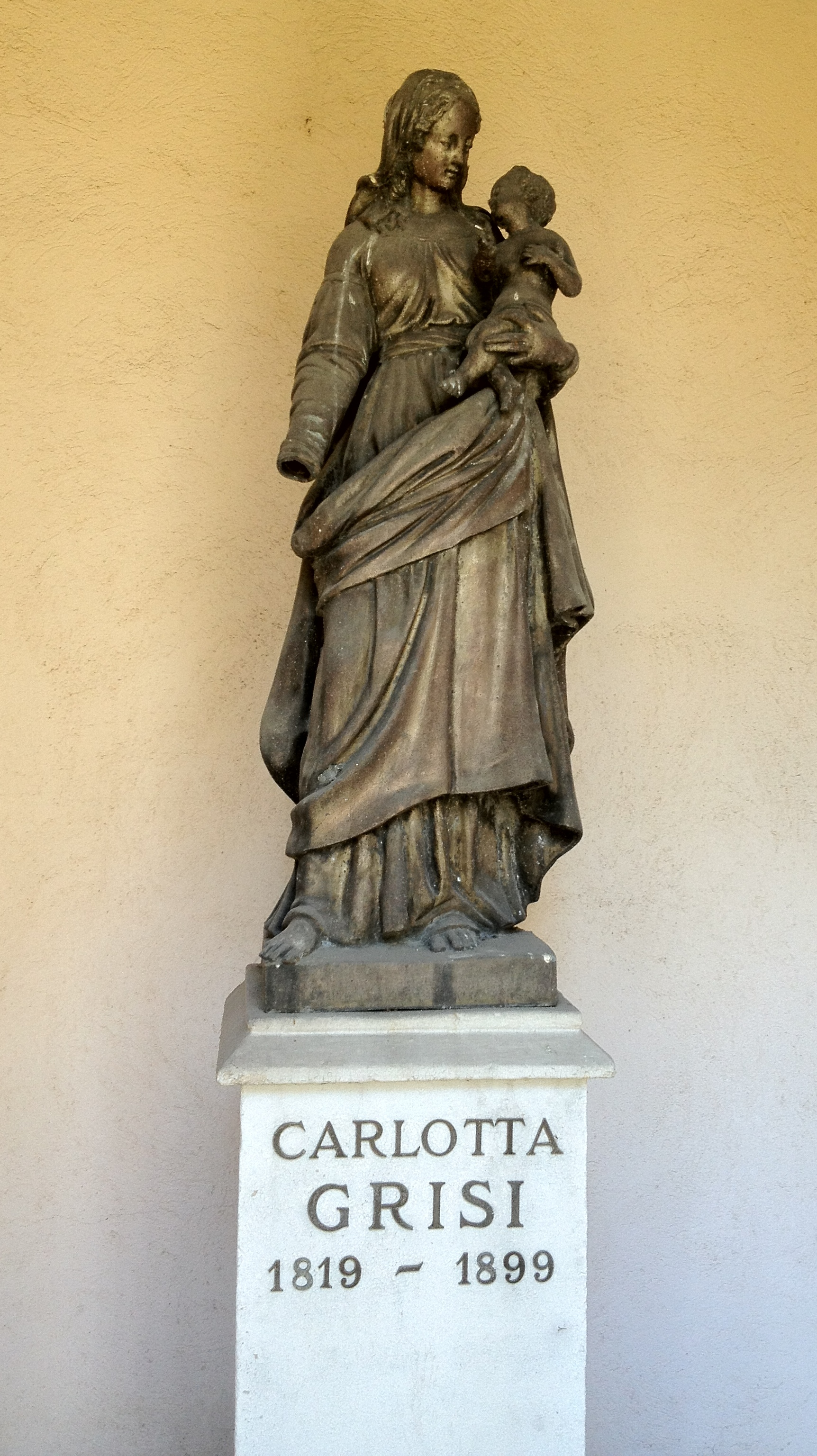
Statuaire tombale dans le caveau

Carotta Grisi finira ses jours le 20 mai 1899 à la veille de son quatre-vingtième anniversaire à Saint-Jean et sera inhumée au proche cimetière de Châtelaine,, situé en ville de Genève.

## Principales créations
- Giselle (1841, Paris)
- La Péri (1843, Paris)
- La Esmeralda (1844, Londres)
- Paquita (1846, Paris)
- Les Eléments (1847, Londres)
- Griseldis (1848, Paris)
- La Filleule des fées (1849, Paris)
- La Naïade et le pêcheur (1851, Saint-Pétersbourg)
- Gazelda ou les Tziganes (1853, Saint-Pétersbourg)